# Comuna Novîțea, Kaluș
Novîțea (în ucraineană Новиця) este o comună în raionul Kaluș, regiunea Ivano-Frankivsk, Ucraina, formată din satele Novîțea (reședința) și Zelenîi Iar.

## Demografie
Componența lingvistică a comunei Novîțea
     Ucraineană (99,49%)
     Alte limbi (0,52%)
Conform recensământului din 2001, majoritatea populației comunei Novîțea era vorbitoare de ucraineană (99,49%), existând în minoritate și vorbitori de alte limbi.